# 가쪽회색질기둥

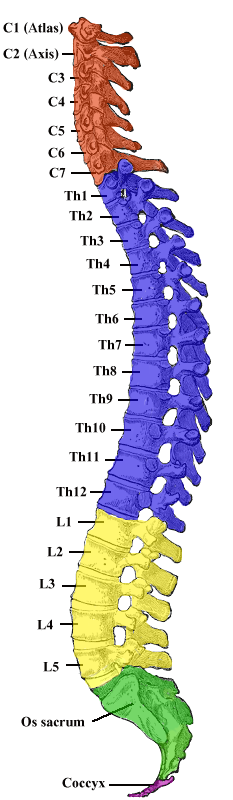
The four main divisions of the spinal column, from top to bottom: cervical, thoracic, lumbar, and sacral

가쪽회색질기둥 (lateral grey column, 측회백주) 또는 가쪽기둥(lateral column, 측주) 또는 외측뿔(lateral cornu 또는 lateral horn of spinal cord) 또는 중간가쪽기둥(intermediolateral column)은 척수의 세 가지 회색 기둥(나비 모양 제공) 중 하나이다. 나머지는 전방 회색 기둥 및 후방 회색 기둥이다. 측면회색기둥은 주로 자율신경계의 운동 신경의 교감신경 부문의 활동에 관여한다. 가쪽회색질기둥은 전방회색기둥의 뒤쪽가쪽(후외측) 부분의 가슴 및 상부 허리 영역(구체적으로 T1-L2)에 삼각형 영역(triangular field)으로 측면으로 돌출한다.

## 같이 보기
- 회색질기둥(grey column)
- 뒤회색질기둥(posterior grey column)
- 앞회색질기둥
- 신경절이전신경섬유
- 신경절이후신경섬유 (postganglionic nerve fiber)

## 참조
이 문서는 현재 퍼블릭 도메인에 속하는 그레이 해부학 제20판(1918) page 753의 내용을 기초로 작성된 글이 포함되어 있습니다.